# قار (سرده)
سردهٔ قار یا اِگرِت، سرده‌ای از حواصیلیان میان‌جثه می‌باشد که بیشتر در مناطق دارای آب و هوای گرم پرورش می‌یابد و گونه‌های مختلفشان در بیشتر نقاط جهان یافت می‌شود.
این پرندگان از نظر ظاهری شبیه به مرغ ماهیخوار بوده و دارای گردنی دراز و پاهایی بلند می‌باشند. پرهای این پرندگان یا به‌طور کامل سفید بوده یا همچون حواصیل کوچک آبی تنها در دوران جوانی پرنده سفیدرنگ می‌باشند. همچنین این پرنده دارای پرهایی زینتی می‌باشد.
تولید مثل قارها در تالاب‌های باتلاقی کشورهای گرمسیری صورت می‌گیرد و آن‌ها آشیانه‌های خود را به صورت کلونی و اغلب در کنار دیگر پرندگان آبزی بر روی درختان یا درختچه‌ها می‌سازند.
حشرات، دوزیستان و ماهیها غذای این پرنده را تشکیل می‌دهند.

## گونه‌ها
- قار کوچک، Egretta garzetta یا Ardea garzetta
- قار برفی، Egretta thula
- قار قرمز، Egretta rufescens
- قار گلوسرخ، Egretta vinaceigula
- حواصیل سیاه، Egretta ardesiaca
- حواصیل سه‌رنگ یا حواصیل لوئیزیانا، Egretta tricolor
- حواصیل رخ‌سفید، Egretta novaehollandiae یا Ardea novaehollandiae
- حواصیل آبی کوچک، Egretta caerulea
- قار ساحلی، Egretta gularis
- قار چینی، Egretta eulophotes
- حواصیل اقیانوس آرام، Egretta sacra یا Ardea sacra
- قار دوریخت، Egretta dimorpha

## نگارخانه

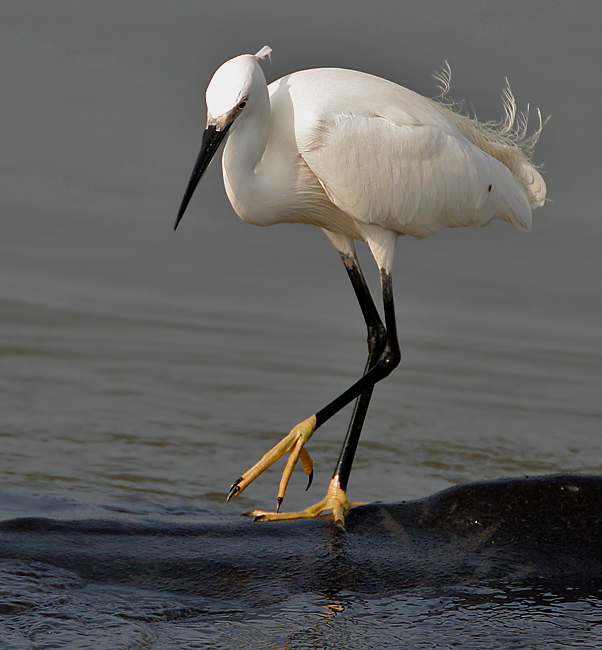
قار کوچک
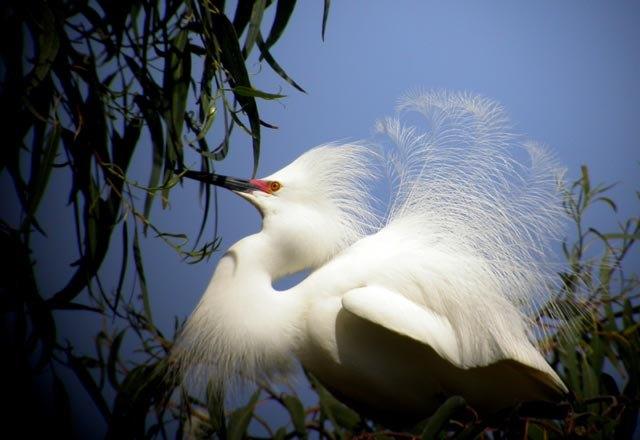
قار برفی در حال نمایش پرهای زینتی خود به هنگام جفت‌گیری
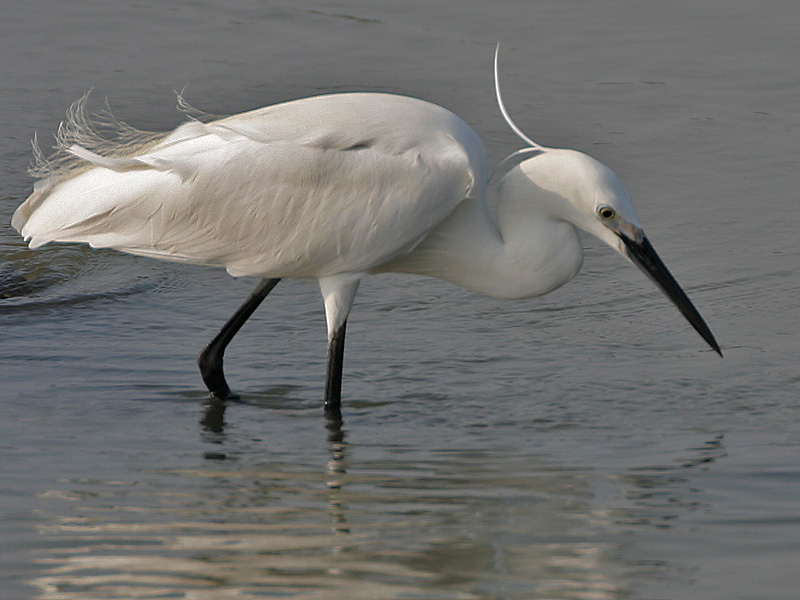
قار کوچک
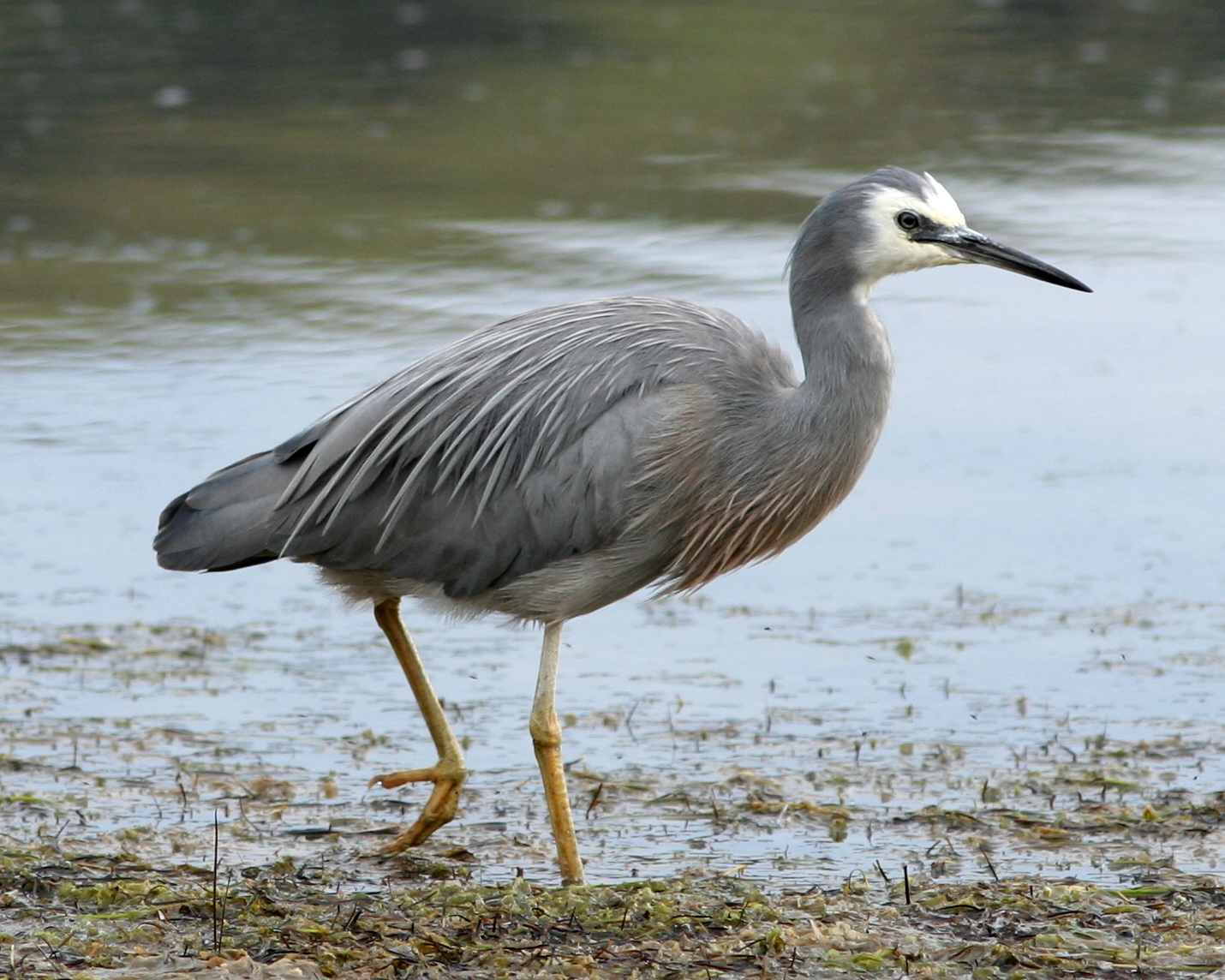
حواصیل صورت سفید